# Абляметов Арсен Шавкатович
Абляме́тов Арсе́н Шавка́тович (крим. Arsen Şavkat oğlu Ablâmetov, 10 серпня 1984) — кримськотатарський футболіст, півзахисник аматорського футбольного клубу «ТСК-Таврії». Найбільше відомий завдяки виступам у складі «Кримтеплиці» та низки інших українських клубів. Брав участь у неофіційних матчах збірної кримських татар з футболу.

## Життєпис
Арсен Абляметов — вихованець сімферопольської «Таврії». Вперше до заявки основної команди потрапив у червні 2002 року, однак на полі так і не з'явився. До 2004 року виступав переважно за юнацький та дублюючий склади команди. У вищій лізі дебютував 4 жовтня 2004 року в поєдинку між «Таврією» та дніпропетровським «Дніпром», вийшовши на заміну за 18 хвилин до закінчення поєдинку. Окрім того, брав участь у двох кубкових іграх проти донецького «Шахтаря».
У 2005 році Абляметова було віддано в оренду до «Ялоса», що виступав у другій лізі. У складі ялтинського клубу Арсен провів 13 поєдинків, залишивши автограф у воротах мелітопольського «Олкому». Першу половину сезону 2006/07 відіграв на орендних засадах у красноперекопському «Хіміку».
У листопаді 2006 року в складі збірної кримських татар взяв участь у міжнародному футбольному турнірі серед невизнаних збірних ELF Cup, що проходив у Північному Кіпрі. Цей турнір пироводиться для збірних членів «NF-Board». Абляметов з'являвся на полі в чотирьох поєдинках збірної та відзначився двома забитими м'ячами.
У лютому 2007 року Арсен перейшов до лав «Кримтеплиці» з Молодіжного, уклавши з клубом дворічний контракт. Дебютував у складі нової команди Абляметов 20 березня того ж року в поєдинку проти київського ЦСКА, замінивши по ходу матчу Віталія Саранчукова. Загалом з 2007 по 2012 рік півзахисник провів у складі «Кримтеплиці» 138 поєдинків, відзначившись чотирма забитими м'ячами.
Другу половину сезону 2012/13 Абляметов розпочав у армянському «Титані».
Після анексії Криму Росією отримав російське громадянство та продовжив виступи у аматорському футбольному клубі «ТСК-Таврія», заснованому окупантами.

## Сім'я
- Брат — Мустафа Абляметов (1989 р.н.), футболіст, вихованець київського РВУФК. Виступав у складі київського ЦСКА, «Севастополя» та армянського «Титану»[6].